# Stubber Kloster
Stubber kloster ligger på en lille halvø på vestbredden af Stubbergård Sø i Sevel Sogn, Holstebro Kommune. Det hører til de jyske benediktinernonneklostre, og det nævnes første gang i 1268 som Claustrum Stubbetorp. Efter reformationen blev klosteret overtaget af kronen og i 1538 forlenes det til Iver Juel. Benediktiner-nonnerne fik lov til at blive boende og havde ret til at blive forsørget med nødvendige fødevarer af lensmanden. Klosterarkivet skal være forblevet på stedet og først efter 1800 være gået tabt ved vanrøgt. 
Den enlige klosterbygning, der er bevaret i dag, er en lille del af et oprindeligt større og firefløjet anlæg. Den udgjorde den nordlige del af klosterets vestfløj. Det var oprindeligt en højere bygning, formentlig to etager over kælderen. Det, vi ser i dag, er kælderetagen, som givet har fungeret som forrådskælder, men næppe som køkken.
De øvrige bygninger er for en stor del nedrevet i 1800-tallet og tidligere. 
Området omkring klosteret er en del af Natura 2000-område nr. 41 Hjelm Hede, Flyndersø og Stubbergård Sø, og en større naturfredning af Flyndersø, Stubbergård Sø, Hjelm- og Hjerl Heder .

## Billeder
- Stubber Kloster med Ladegård sø i forgrunden
- Stubber Kloster set fra vest med Stubbergård sø
- Køkken
- Refektorium
- Stubber Kloster set fra nord
- Sandsynlige plan over klosteranlægget
- Grundplan af eksisterende bygning
- Stubber Kloster set fra øst